# فرد روبنز
فرد روبنز (بالإنجليزية: Fred Robbins)‏ هو لاعب كرة قدم أمريكية أمريكي، ولد في 25 مارس 1977 في بينساكولا في الولايات المتحدة.

## وصلات خارجية
- فرد روبنز على موقع مرجع كرة القدم المحترفة.كوم (الإنجليزية)